# Incorporação da Carta dos Direitos
A Incorporação da Carta dos Direitos (em inglês: Incorporation of the Bill of Rights) é o processo pelo qual os direitos e garantias expressos na Carta dos Direitos (em inglês: Bill of Rights), as dez primeiras emendas à Constituição dos Estados Unidos, passaram a vincular também a atuação das autoridades dos Estados americanos, e não apenas da administração federal. O princípio da incorporação dos direitos na jurisprudência estadual também é chamado de doutrina da incorporação.

## Histórico
Em 1833, a Suprema Corte dos EUA julgou que a Carta dos Direitos federal não se aplicava aos governos dos estados, no caso Barron v. Baltimore. A Décima Quarta Emenda à Constituição dos Estados Unidos, adotada em 1868, instituiu o devido processo legal no constitucionalismo americano, ao definir, em seu Artigo Primeiro, que "nenhum dos privilégios e imunidades dos cidadãos dos Estados Unidos" poderia ser limitado por ato estadual. Nos "Casos dos Matadouros" (Slaughter-House Cases), de 1873, a Suprema Corte reconheceu, pela primeira vez, a prevalência legal dos direitos assinalados na Constituição Federal sobre as autoridades estaduais.
A incorporação dos direitos e garantias da Carta dos Direitos não é completa, devido a interpretações divergentes da Suprema Corte em casos específicos. O juiz Hugo Black defendia que todos os direitos da Constituição federal fossem aplicados imediatamente aos estados; contudo, prevaleceu a tese da "incorporação seletiva", e a Corte julgou a validade de cada um dos princípios da Carta dos Direitos nos estados, caso a caso, deferindo a maioria e negando alguns. Com o passar dos anos, praticamente toda a Carta dos Direitos foi incorporada à jurisprudência estadual pela Suprema Corte. Os direitos fundamentais mais importantes da Carta dos Direitos são hoje compulsórios nos estados graças à doutrina da incorporação.
A doutrina da incorporação permitiu que, em 1968, a separação dos estudantes brancos e negros nas escolas públicas de Topeka, no estado do Kansas, fosse declarada inconstitucional pela Suprema Corte, na ação Brown v. Board of Education. Este foi um marco importante da campanha dos direitos civis pelo fim da segregação racial nos EUA.

## Emendas específicas
Muitas das disposições da Primeira Emenda foram aplicadas aos Estados nas décadas de 1930 e 1940, mas a maioria das proteções processuais fornecidas aos réus criminais não foram aplicadas contra os Estados até o Tribunal Warren da década de 1960, famoso por sua preocupação com os direitos dos acusados de crimes, trouxe os padrões estaduais em linha com os requisitos federais. A lista a seguir enumera, por emenda e cláusula individual, os casos da Suprema Corte que incorporaram os direitos contidos na Declaração de Direitos. (A Nona Emenda não está listada; seu texto indica que "não é uma fonte de direitos como tal; é simplesmente uma regra sobre como ler a Constituição". A Décima Emenda também não está listada; por seu texto, é uma reserva de poderes aos Estados e ao povo).

### Emenda I
Garantia contra o estabelecimento da religião
- Esta disposição foi incorporada contra os Estados. Ver Everson v. Board of Education, 330 U.S. 1 (1947).[4]

Garantia de livre exercício da religião
- Esta disposição foi incorporada contra os Estados. Ver Cantwell v. Connecticut, 310 U.S. 296 (1940).

Garantia de liberdade de expressão
- Esta disposição foi incorporada contra os Estados. Ver Gitlow v. New York,[5] 268 U.S. 652 (1925) e Stromberg v. California, 283 U.S. 359 (1931).

Garantia de liberdade de imprensa
- Esta disposição foi incorporada contra os Estados. Ver Gitlow v. New York,[5] 268 U.S. 652 (1925) Near v. Minnesota, 283 U.S. 697 (1931).

Garantia de liberdade de reunião
- Esta disposição foi incorporada contra os Estados. Ver De Jonge v. Oregon, 299 U.S. 353 (1937).

Garantia do direito de petição para reparação de queixas
- Esta disposição foi incorporada contra os Estados. Ver Edwards v. Carolina do Sul, 372 U.S. 229 (1963).[6][7]

Garantia de liberdade de associação expressiva
- Este direito, embora não nas palavras da primeira alteração, foi mencionado pela primeira vez no caso NAACP v. Alabama, 357 U.S. 449 (1958)[8] e foi então aplicado aos Estados. Ver também Roberts v. United States Jaycees, 468 US 609 (1984), onde a Suprema Corte dos EUA considerou que "implícito no direito de se envolver em atividades protegidas pela Primeira Emenda" é "um direito correspondente de se associar a outros em busca de uma ampla variedade de fins políticos, sociais, econômicos, educacionais, religiosos e culturais".

### Emenda II
Direito de manter e portar armas
- Esse direito foi incorporado contra os Estados. Descrito como um direito fundamental e individual que estará necessariamente sujeito ao escrutínio estrito pelos tribunais, ver McDonald v. City of Chicago (2010). A Autodefesa é descrita como "o componente central" da Segunda Alteração em McDonald, supra., E mantida no Distrito de Columbia v. Heller 554 US (2008), concluindo que a Décima Quarta Alteração incorpora o direito da Segunda Alteração, reconhecido em Heller, para manter e portar armas para fins de autodefesa. A 14ª Emenda torna a 2ª Emenda o direito de manter e portar armas totalmente aplicável aos Estados, veja, McDonald vs. City of Chicago (2010). "O direito de manter e portar armas deve ser considerado como uma garantia substantiva, não uma proibição que poderia ser ignorada desde que os Estados legislassem de maneira imparcial", McDonald, supra.

### Emenda III
Livre de aquartelamento de soldados
- Esta disposição foi incorporada contra os Estados dentro da jurisdição do Tribunal de Apelações dos Estados Unidos para o Segundo Circuito, mas não foi incorporada contra os Estados em outros lugares.

Em 1982, o Segundo Circuito aplicou a Terceira Emenda aos Estados em Engblom v. Carey. Esta é uma autoridade vinculante sobre os tribunais federais em Connecticut, Nova York e Vermont, mas é apenas uma autoridade persuasiva sobre os outros tribunais nos Estados Unidos.
O Décimo Circuito sugeriu que o direito é incorporado porque a Declaração de Direitos codifica explicitamente o "sistema de propriedade de taxas desenvolvido na lei inglesa" por meio da Terceira, Quarta e Quinta Emendas, e a Décima Quarta Emenda também proíbe os Estados de privar os cidadãos de seus propriedade sem o devido processo legal. Ver United States v. Nichols, 841 F.2d 1485, 1510 n.1 (10th Cir. 1988).

### Emenda IV
Busca e apreensão desarrazoados
- Este direito foi incorporado contra os Estados pela decisão da Suprema Corte no processo Mapp v. Ohio, 367 US 643 (1961), embora haja dita em Wolf v. Colorado, 338 US 25 (1949), dizendo o "núcleo" do Quarta Emenda aplicada aos Estados.
- O remédio de exclusão de provas apreendidas ilegalmente, a regra de exclusão, foi incorporado contra os Estados. Veja Mapp v. Ohio. Em Mapp, o Tribunal rejeitou Wolf v. Colorado, no qual o Tribunal decidiu que a regra de exclusão não se aplicava aos Estados.

Requisitos de garantia
- Os vários requisitos de garantia foram incorporados contra os Estados. Ver Aguilar v. Texas, 378 U.S. 108 (1964).
- Os padrões para julgar se uma busca ou apreensão realizada sem um mandado era "irracional" também foram incorporados contra os Estados. Ver Ker v. California, 374 U.S. 23 (1963).

### Emenda V
Direito de indiciamento por um grande júri
- Este direito foi considerado não incorporado contra os Estados. Ver Hurtado v. Califórnia, 110 U.S. 516 (1884).

Proteção contra risco duplo
- Esse direito foi incorporado contra os Estados. Ver Benton v. Maryland, 395 U.S. 784 (1969).

Privilégio constitucional contra a autoincriminação
- Este direito foi incorporado contra os Estados.[9][10]

1. Self Incrimination in Court Ver Griffin v. California, 380 U.S. 609 (1965), Malloy v. Hogan, 378 U.S. 1 (1964).
2. Miranda Ver Miranda v. Arizona, 384 U.S. 436 (1966).

- Uma nota sobre os avisos de Miranda: O texto da Quinta Emenda não exige que a polícia, antes de interrogar um suspeito que está sob custódia, dê-lhe os agora famosos avisos de Miranda. Não obstante, o Tribunal considerou que essas advertências são um dispositivo profilático necessário e, portanto, exigido pela Quinta Emenda pela polícia que interroga qualquer suspeito de crime sob custódia, independentemente de ele ou ela ser processado em tribunal estadual ou federal.

Proteção contra apropriação de propriedade privada sem justa compensação
- Esse direito foi incorporado contra os Estados. Ver Chicago, Burlington & Quincy Railroad Co. v. City of Chicago, 166 U.S. 226 (1897).

### Emenda VI
Direito a um julgamento rápido
- Esse direito foi incorporado contra os Estados. Ver Klopfer v. Carolina do Norte, 386 U.S. 213 (1967).

Direito a um julgamento público
- Esse direito foi incorporado contra os Estados. Ver In re Oliver, 333 U.S. 257 (1948).

Direito a julgamento por júri imparcial
- Esse direito foi incorporado contra os Estados. Ver Duncan v. Louisiana, 391 U.S. 145 (1968), que garante o direito a um julgamento com júri em casos não mesquinhos.[11] Ver também Parker v. Gladden, 385 US 363 (1966), onde o Supremo Tribunal decidiu "que as declarações do oficial de justiça aos jurados são controladas pelo comando da Sexta Emenda, tornada aplicável aos Estados através da Cláusula de Processo Devido de a Décima Quarta Emenda. Garante que 'o acusado terá o direito a um julgamento, por um júri imparcial ...' "[11] No entanto, o tamanho do júri varia entre os tribunais federais e estaduais. Mesmo assim, a Suprema Corte decidiu que um júri em um caso criminal pode ter apenas seis membros. Williams v. Florida, 399 U.S. 78 (1970). Se houver doze, apenas nove jurados precisam concordar com um veredicto (antes que Ramos v. Louisiana fosse decidido). Além disso, não há direito a um julgamento por júri em processos de delinqüência juvenil realizados em tribunais estaduais. Ver McKeiver v. Pennsylvania, 403 U.S. 528 (1971). A Suprema Corte decidiu em Ramos v. Louisiana (2020) que uma exigência de voto unânime do júri para condenações criminais é ainda incorporada contra os Estados, anulando o anterior Apodaca v. Oregon (1972) que permitia que os Estados fizessem essa determinação por conta própria.[12]

Direito a um júri selecionado entre residentes do estado e distrito onde o crime ocorreu
- Este direito não foi incorporado contra os Estados. Ver Caudill v. Scott, 857 F.2d 344 (6th Cir. 1988); Cook v. Morrill, 783 F.2d 593 (5th Cir. 1986); Zicarelli v. Dietz, 633 F.2d 312 (3d Cir. 1980).

Direito de notificação de acusações
- Esse direito foi incorporado contra os Estados. Ver In re Oliver, 333 U.S. 257 (1948). Ver também Rabe v. Washington, 405 U.S. 313 (1972).[11]

Direito de confrontar testemunhas adversas
- Esse direito foi incorporado contra os Estados. Ver Pointer v. Texas, 380 U.S. 400 (1965).

Direito a processo obrigatório (intimações) para obter o depoimento de testemunhas
- Esse direito foi incorporado contra os Estados. Ver Washington v. Texas, 388 U.S. 14 (1967).

Direito à assistência de um advogado
- Esse direito foi incorporado contra os Estados. Ver Powell v. Alabama 287 US 45 (1932), para casos capitais, ver Gideon v. Wainwright, 372 US 335 (1963) para todos os casos de crime, e ver Argersinger v. Hamlin, 407 US 25 (1972) para contravenções penais.[11] Em decisões subseqüentes, o Tribunal estendeu o direito a advogado a qualquer caso em que uma sentença de prisão seja imposta.

### Emenda VII
Direito a julgamento por júri em processos civis
- Este direito não foi incorporado contra os Estados. Ver Minneapolis & St. Louis R. Co. v. Bombolis, 241 U.S. 211 (1916) e Pearson v. Yewdall, 95 U.S. 294 (1877)

Cláusula de Reexame
- Este direito não foi incorporado contra os Estados. Ver Minneapolis & St. Louis R. Co. v. Bombolis, 241 U.S. 211 (1916)[13]

### Emenda VIII
Proteção contra fiança excessiva
- Esse direito pode ter sido incorporado contra os Estados. Em Schilb v. Kuebel, 404 US 357 (1971), o Tribunal declarou em dicta: "A fiança, é claro, é básica para o nosso sistema de direito, e a proibição da fiança excessiva da Oitava Emenda foi considerada como tendo aplicação aos Estados através da Décima Quarta Emenda. " Em Murphy v. Hunt, 455 U.S. 478 (1982), o Tribunal não chegou ao assunto porque o caso foi julgado discutível. A fiança foi incluída na lista de direitos incorporados na nota de rodapé 12 do McDonald, citando Schilb.

Proteção contra multas excessivas
- Esse direito foi incorporado contra os Estados. Ver Timbs v. Indiana (2019), no qual a juíza Ruth Bader Ginsburg escreveu para a maioria "Por boas razões, a proteção contra multas excessivas tem sido um escudo constante em toda a história anglo-americana: pedágios exorbitantes minam outras liberdades constitucionais."[14][15]

Proteção contra punições cruéis e incomuns
- Esse direito foi incorporado contra os Estados. Ver Robinson v. Califórnia, 370 U.S. 660 (1962). Esta decisão levou o Tribunal a sugerir, in dicta, que a fiança excessiva e as proteções de multas excessivas também foram incorporadas. Ver Baze v. Rees, 128 S. Ct. 1520, 1529 (2008).

## Incorporação reversa
Uma doutrina jurídica semelhante à incorporação é a "incorporação reversa". Considerando que a incorporação aplica a Declaração de Direitos aos Estados por meio da Cláusula de Devido Processo da Décima Quarta Emenda, em incorporação reversa, a Cláusula de Igualdade de Proteção da Décima Quarta Emenda foi considerada aplicável ao governo federal por meio da Cláusula de Devido Processo localizada no Quinto Emenda. Por exemplo, em Bolling v. Sharpe, 347 U.S. 497 (1954), que foi um caso análogo ao de Brown v. Board of Education, as escolas do Distrito de Columbia foram desagregadas, embora Washington seja um enclave federal. Da mesma forma, em Adarand Constructors, Inc. v. Peña 515 U.S. 200 (1995), um programa de ação afirmativa do governo federal foi submetido a um escrutínio estrito com base na proteção igual.